# أبان بن عثمان بن يحيى
أبان بن عثمان فقيه ومحدث شيعي من أصحاب الإمام الصادق والإمام الكاظم ، وهو من أصحاب الإجماع  ، كان في بادئ أمره ناووسيا ثم صار اماميا محمود الطريقة و كان بصري الأصل يسكنها تارة والكوفة أخرى
عدّه علماء الشيعة من الذين أجمعوا على تصحيح ما يصح منهم وتصديقهم لما يقولون، وأقروا لهم بالفقه.
ورد اسم أبان بن عثمان في سند كثير من الروايات عند الشيعة تبلغ 700 رواية في الكتب الأربعة ، وعن آثاره كتاب جمع المبدأ والمبعث والمغازي والوفاة والسقيفة والردة.

## نسبه ووفاته
هو:«أبان بن عثمان بن يحيى بن زكريا اللؤلؤي البجلي بالولاء، البصري، الكوفي، المعروف بالأحمر» ، قال السمعاني: ظني أنَّ الأحمر بطن من الأزد، ويقال: الأحمر أيضا صفة للرجل الذي فيه الحمرة.
توفي أبان بن عثمان بعد سنة 140 هـ، وقيل: سنة 200 هـ.